# Девдас (фильм, 1935)
«Девдас» (бенг. দেবদাস, англ. Devdas) — чёрно-белый индийский фильм-драма на бенгальском языке, снятый в 1935 году. Экранизация одноимённого романа Шарата Чандра Чаттопадхьяя. В 1936 году вышла версия фильма на хинди того же режиссёра.

## Сюжет
Сын богатого землевладельца (заминдара) Нараяна Мухерджи, Девдас, влюбляется в Парвати, девушку из бедной соседской семьи, с которой он был знаком с детства. Девдас уезжает в Калькутту учиться в университете, обещая Парвати вернуться и жениться на ней. Вернувшись, он хочет взять её в жёны, однако его отец против такого брака, считая Парвати недостойной его сына. Между тем, отец Парвати устраивает её брак с человеком намного старше её. Хотя она любит Девдаса, Парвати подчиняется воле отца. Узнав об этом, Девдас начал пить, познакомился в Калькутте с куртизанкой Чандрамукхи, которая бросает свою профессию, чтобы помочь ему. Однако Девдас не может забыть Парвати. Понимая, его конец близок, он решает сдержать своё обещание и встретиться с Парвати. Девдас всю ночь едет домой, но приехав, умирает, так и не увидев любимую.

## В ролях
| Актёр                   | Роль                     |
| ----------------------- | ------------------------ |
| П. Баруа                | Девдас                   |
| Джамуна                 | Парвати / Паро           |
| Чандрабати Деви         | Чандрамукхи              |
| Кундал Лал Сайгал       | гость в доме Чандрамукхи |
| Маноранджан Бхаттачарья |                          |
| Динеш Ранджан Дас       |                          |
| Нирмал Баннерджи        |                          |
| Кришна Чандра Дей       |                          |
| Амар Муллик             |                          |
| Пал Сайлен              |                          |
| Прабхавати Деви         |                          |